# 価値の移転
価値の移転 (かちのいてん、英: value migration)は、マーケティングでは、価値を創造する力のシフトのことを指す。価値は、時代遅れのビジネスモデルから、顧客の優先事項をより満たすことができるビジネスデザインに移行する。マーケティング戦略は、顧客のために価値を創造する仕組みである。これは、顧客のニーズに対応する製品またはサービスを提供することによってのみ行うことができる。急速に変化するビジネス環境では、価値を決定する要因は絶えず変化している。

## 3つの種類
- 業界間の価値の移転—例：航空会社からエンターテインメントへ
- 企業間の価値の移転-例：コーレルの WordPerfectのからマイクロソフトへ
- 企業内の商品間の価値の移転—例： IBMメインフレームコンピューターからシステム統合を備えたIBMPCへ

## 3つの段階
- 価値の流入段階—価値が他の企業や業界から吸収される
- 価値の安定段階—安定した市場シェアと安定した利益率による競争均衡
- 価値の流出段階—企業は業界の他の部分への価値を失う-利益率の低下-市場シェアの喪失-才能やその他のリソースの流出

バリューチェーンは、顧客に有用性を追加するすべての活動の合計である。バリューチェーンの一部は社内にあり、その他の部分はサプライヤー、ディストリビューター、その他のチャネルパートナーから提供される。リンケージは、1つのアクティビティがチェーン内の他のアクティビティに影響を与えるたびに発生します。バリューチェーンを最適化するには、リンケージを適切に調整する必要がある。
値の移行の計算は、実際に行うのは意外に難しい。価値は顧客によって認識され、主観的であるからだ。これを測定することは非常に難しいため、会社の相対的な市場価値が代理として使われる。相対的な市場価値（資本金を年間収益で割ったものとして定義）は、企業が価値を創造することに成功したことを示すものとして使用される。